# Tamsalu (comune rurale)
Tamsalu è un comune rurale dell'Estonia nordorientale, nella contea di Lääne-Virumaa. Il centro amministrativo è l'omonima città (in estone linn) di Tamsalu.

## Località
Oltre al capoluogo, il comune comprende un borgo (in estone alevik), Sääse, e 30 località (in estone küla):
Aavere, Alupere, Araski, Assamalla, Järsi, Järvajõe, Kadapiku, Kaeva, Kerguta, Koiduküla, Koplitaguse, Kuie, Kullenga, Kursi, Lemmküla, Loksa, Metskaevu, Naistevälja, Piisupi, Porkuni, Põdrangu, Sauvälja, Savalduma, Türje, Uudeküla, Vadiküla, Vajangu, Vistla, Võhmetu, Võhmuta.